# Massacre de Gimbi
Le massacre de Gimbi est survenu le 18 juin 2022 lorsque l'Armée de libération d'Oromo (OLA) a été accusée d'avoir massacré plus de 200 civils amhara dans le comté de Gimbi dans la région Oromia, en Éthiopie. Des témoins ont déclaré que l'OLA ciblait intentionnellement les personnes appartenant à l'ethnie amhara.

## Massacre
Un témoin a déclaré à l'Associated Press qu'il avait compté au moins 230 corps et a déclaré qu'il avait "peur que ce soit l'attaque la plus meurtrière contre des civils que nous ayons vue de notre vivant" et que des fosses communes soient creusées pour les victimes,. Un résident a déclaré aux journalistes que le nombre de morts dépassait 260 personnes, tandis que d'autres l'ont placé plus haut à 320.
L'OLA a nié la présence de ses troupes et a accusé les réfugiés d'avoir mené une contre-attaque à Tolé. Le gouvernement d'Oromia a cependant confirmé qu'une attaque s'était produiteLe gouvernement a été accusé de ne pas avoir éliminé les menaces de l'Armée de libération d'Oromo en raison de son implication dans un stratagème.